# القانون الرسمي لإعلان استقلال أمريكا الشمالية

إقليم أمريكا الشمالية المستقل. (الحدود الشمالية من معاهدة آدامز-أونس اللاحقة)

القانون الرسمي لإعلان استقلال أمريكا الشمالية (بالإسبانية: Acta Solemne de la Declaración de Independencia de la América Septentrional)‏ هي أول وثيقة تاريخية قانونية مكسيكية تؤسس لفصل المكسيك عن الحكم الإسباني. تم التوقيع عليه في 6 نوفمبر 1813 من قبل نواب كونغرس أناهواك، الذي نظمه الجنرال خوسيه ماريا موريلوس في مدينة أوخاكا في يونيو من نفس العام، وتم تنصيبه لاحقًا في مدينة تشيلبانسينغو في 13 سبتمبر.
تجمع الوثيقة بعض الانتفاضات السياسية الرئيسية الواردة في "مشاعر الأمة"، وهي وثيقة من الخطاب الذي ألقاه موريلوس على ممثلي المقاطعات الحرة في جنوب إسبانيا الجديدة في 14 سبتمبر.
أشارت هذه الوثيقة إلى أنه نظرًا للظروف السائدة في أوروبا -احتلال جيش نابليون لإسبانيا- استعادت أمريكا الإسبانية سيادتها من تاج قشتالة في عام 1808، عندما تم خلع فرديناند، وبالتالي، أي اتحاد بين المستعمرات الخارجية وشبه الجزيرة تم حله. كان هذا مفهومًا قانونيًا تم الاستشهاد به أيضًا من خلال إعلانات الاستقلال الأخرى في أمريكا الإسبانية، مثل فنزويلا (1811) والأرجنتين (1816)، والتي كانت تستجيب للأحداث نفسها.
ستكون الدولة الناتجة خليفة إسبانيا الجديدة وستحتفظ بكل أراضيها في أمريكا الشمالية. حدد القانون الرسمي عقوبات لأولئك الذين يخالفون حرب المتمردين أو أولئك الذين رفضوا تقديم دعمهم المالي. كما اعترف القانون بالكاثوليكية باعتبارها الدين الرسمي الوحيد للأمة.

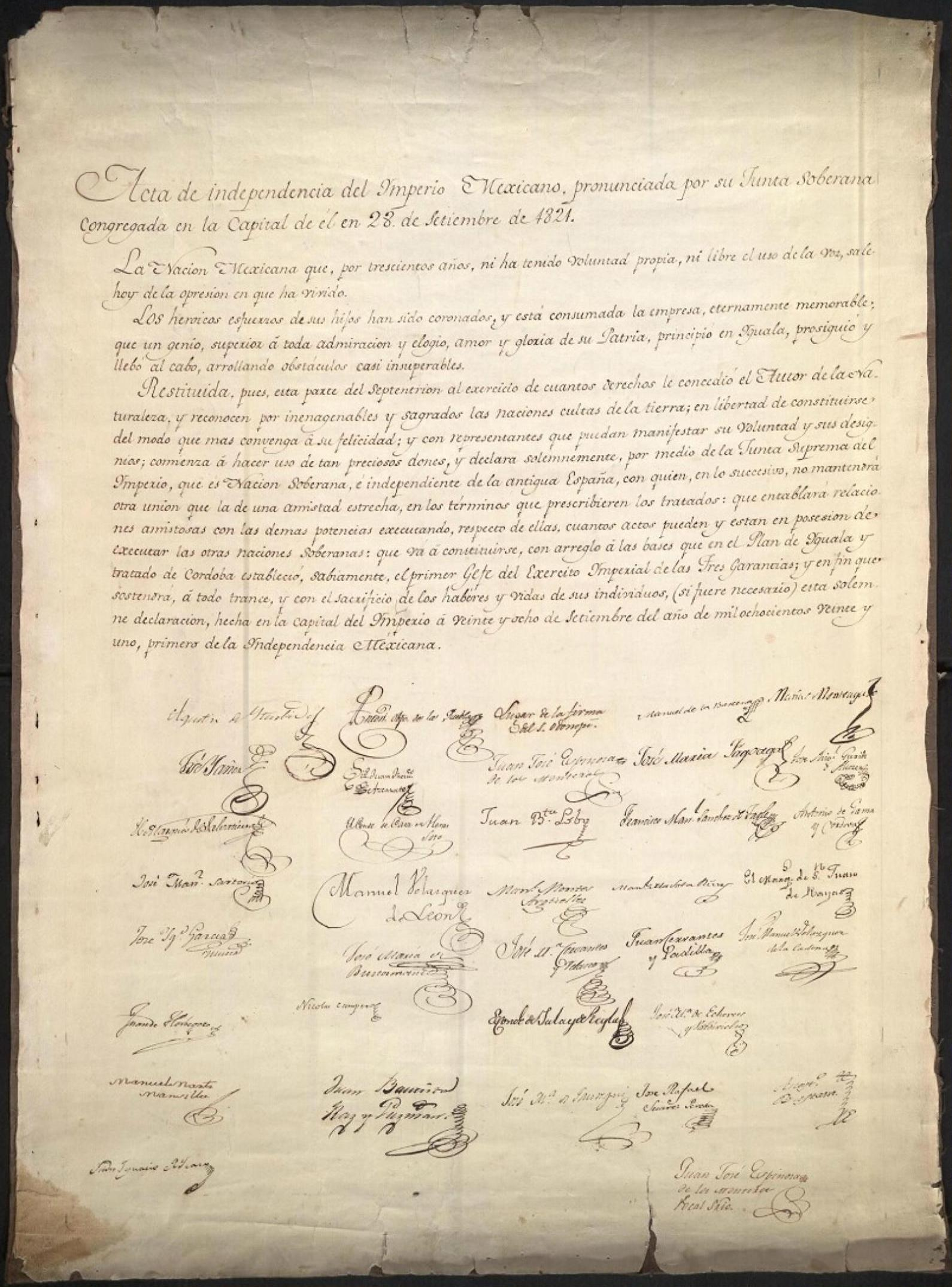
صورة لإعلان استقلال الإمبراطورية المكسيكية عام 1821، الوثيقة التأسيسية للأمة المكسيكية.

تم التوقيع عليه من قبل:
- أندريس كوينتانا رو
- اجناسيو لوبيز رايون
- كارلوس ماريا بوستامانتي
- خوسيه مانويل دي هيريرا
- خوسيه سيكستو فيردوزكو
- خوسيه ماريا ليسيجا
- كورنيليو أورتيز دي زارات

## روابط خارجية
- </img> الأعمال المتعلقة بالقانون الرسمي لإعلان استقلال أمريكا الشمالية على ويكي مصدر.
- Acta Solemne de la Declaración de Independencia de la América Septentrional
- Sentimientos de la Nación